# 워커힐면세점
워커힐면세점(Walkerhill Duty Free)은 대한민국의 시내 면세점이다. 서울특별시 광진구에 있는 워커힐 호텔 내에 위치해있으며, 지하 1층과 지상 1,2층을 사용하고 있다.

## 연혁
- 1991년 SKM 면세점 설립.
- 1992년 2월 8일 서울특별시 광진구에서 SKM면세점 개업.
- 2000년 서울 첫개업 및 워커힐 면세점 변경 겸 재개업.
- 2014년 매출 2632억원 달성
- 2015년 11월 면세점 사업권이 신세계로 넘어 가 2016년 5월 16일 폐점하였다.